# Димитър Лазов
Димитър Лазов, родом от град Ябланица (1850-1936 г.) е деец на БРЦК, арестуван след Арабаконашкия обир и опълченец, участвал в Руско-турската война.
След Освобождението Лазов е кавалерист в новосъздадената българска войска, участва в Сръбско-българската война. Носител е на орден за храброст и е секретар-съветник на Обществото на кавалерите на ордена за храброст и знака му в България (1934 г.)
По-късно става полицейски пристав и земевладелец, собственик на чифлик в село Лесново. Член на Народната партия.